# Hugo Favoli
Hugo Favoli (latinisiert Hugues Favoli(n)us; geboren am 12. August 1523 in Middelburg; gestorben am 10. August 1585  in Antwerpen) war ein niederländischer Arzt und Humanist.

## Leben
Hugo Favoli war der Sohn von Francesco Favoli, der als Kaufmann von Pisa nach Middelburg gezogen war und als Faktor für die Genueser und Florentinische Handelsgesellschaft tätig war. Seine Mutter war Anna Hughes, Tochter eines nicht weiter bekannten Hugo, aus Seeland. Hugo Favoli hatte zwei Brüder, Baptista und Gheeradijn, sowie eine Schwester namens Lucretia. Nach einer ersten schulischen Ausbildung in seiner Geburtsstadt Middelburg studierte Hugo Favoli zunächst Philosophie, dann Medizin an der Universität Padua, der damals führenden Institution des Faches in Europa. Im Jahr 1545, der Lehre Galens müde, trat er mit Freunden eine Reise nach Italien an, besuchte Rom und begab sich dann nach Venedig. Dort traf er auf Matthias Laurijn, einen Schulfreund und zu dieser Zeit wohl Sekretär des Gesandten Gerard Veltwick.
Der flämische Diplomat und gelehrte Hebraist Gerard Veltwick von Ravenstein war Sekretär von Nicolas Perrenot de Granvelle, dem Staatssekretär von Kaiser Karl V. Aufgrund seiner Sprachkenntnisse wurde er 1545 an den Hof des Sultans Süleyman I. gesandt, um einen Waffenstillstand im Krieg mit Karl V. zu verhandeln, und  der in Venedig lebende Grieche Nikandros Noukios begleitete ihn nach Konstantinopel. Laurijn überredete Hugo Favoli, sich der Unternehmung anzuschließen.
Im Juni des Jahres trat die Gruppe die Reise von Venedig aus an und erreichte ihr Ziel im Herbst. Favoli nutzte die Gelegenheit und besuchte einige griechische Inseln, bevor er am Ende des Winters über Epirus und Kalabrien nach Venedig zurückkehrte.
Ob Favoli seine Studien bereits vor der Reise abgeschlossen hatte oder dies im Anschluss tat, ist unbekannt. Zu einem nicht bekannten Zeitpunkt begab er sich wieder in die Niederlande und ließ sich als Arzt in Antwerpen nieder. Als Stadtarzt ist er dort 1564 erstmals und dann regelmäßig in den Archiven nachweisbar. Vor 1570 muss er Cecilia van Bree(n) aus Middelburg geheiratet haben. Im Jahr 1573 ist er Doyen der Medizinergilde in Antwerpen. Dort starb er 1585 kurz vor seinem 62. Geburtstag und wurde auf eigenen Wunsch auf dem Friedhof der Kathedrale bestattet. Das Epitaph auf seinem Grab hatte er selbst verfasst.
Artis Apollineae cultura, insignis & usu,

Phoebei cultor carminis atque lyrae,

Pisano genitore satus, genitrice Zelanda:

Hugo, Favoliacae sollicitudo domus,

Aetatis bis sex anno post lustra secundo,

Conditur hoc tumulo: spiritus astra tenet.

Obiit anno MDLXXXV x aug. Vixit

an. LXI m. XI d. XXIX.

## Schriftstellerisches Werk
Neben seiner Tätigkeit als Mediziner, die ihn vor allem mit der Behandlung der Pest und von Kriegsverletzten konfrontierte, beschäftigte sich Hugo Favoli mit lateinischer Literatur und Dichtung und trat selbst als Dichter in Erscheinung. Von der Reise nach Konstantinopel fertigte er ein umfangreiches, dreigeteiltes Gedicht, ein sogenanntes Hodoeporicon, an, das 1563 in Antwerpen gedruckt wurde und dem Kardinal Antoine Perrenot de Granvelle gewidmet war.
Der erste Teil widmete sich der Hinreise, dem Schiffsweg entlang der illyrischen und dalmatinischen Küste und der Landreise ab Ragusa, dem heutigen Dubrovnik. Der zweite Teil beschreibt Konstantinopel und seine Monumente, zudem ausführlich die Geschichte der Stadt und die ihrer Vorgängerin, Byzantions. Die Rückreise wird im dritten Teil dargestellt: der Besuch der Insel Lemnos, Attikas, die Einschiffung im Piräus, die Fahrt nach Zante, von wo es über Brindisi, Bari und am Gargano vorbei nach Venedig ging.
Das Hodoeporicon erlebte eine gewisse Verbreitung in gebildeten Kreisen. Bereits 1570 wird es in Zitaten und Auszügen für das Theatrum Orbis Terrarum des flämischen Geografen Abraham Ortelius verwendet. Nikolaus von Reusner druckte gekürzte Fassungen des ersten und des dritten Teils in seinem Hodoeporicorum sive itinerum totius fere Orbis libri VII von 1580.
In einem Almanack en Prognosticatie, op de Revolutie vanden Iare ons Heeren MDLXXVIII beschäftigt sich Favoli, der sich auf dem Titelblatt Doktor der Medizin und der Mathematik nennt, mit astrologisch-astronomischen Fragen. Berechnet auf den Meridian Antwerpens geht er Einflüssen von Klima, Sonne, Mond und Jahreszeiten auf den Menschen und dessen Gesundheit nach. Wahrscheinlich ebenfalls Favoli zuzuschreiben ist eine medizinische Schrift, die Mittel für eine gute Gesundheit in Zeiten der Pest enthält. Unter dem Titel Corte Ordinantie... teghens die besmetteijke sieckte, als nu grasserende, ghenaemt de Peste wurde die Schrift nur unter dem Autorenkürzel H. F. 1571 in Antwerpen veröffentlicht.
Darüber hinaus schrieb Favioli weitere lateinische Gedichte oder steuerte lateinische Distichen für Werke anderer bei. Für die Sammlung von Illustrationen der De deis gentium imagines aus der Hand des Zeichners und Kupferstechers Philipp Galle aus dem Jahr 1581 schrieb er die Verse zu den Stichen. Weitere Gedichte finden sich in den Sammlungen von Johannes Sambucus und im Urbium praecipuarum totius mundi liber tertium von Georg Braun und Frans Hogenberg aus dem Jahr 1588.

## Werke
- Hodoeporici Byzantini libri III. Servatius Sassenus, Löwen 1563 (Digitalisat).
- Acrosticha duo: primum, in adventum Annae Austriacae; secundum, in lustracionem urbis Antwerpianae. Tilenius, Antwerpen 1570.
- Corte Ordinantie, Inhoudende ghemeyneremedien ende lichtelijck om te maken, dickmaels beproeft, ende gheexperimenteert, nootlijck in desen weecken tijdt, teghens die besmetteijke sieckte, als nu grasserende, ghenaemt de Peste. Tielens, Antwerpen 1571.
- Carmen Heroicum de classica ad Naupactum contra Turcas victoria per Joannem Austriacum. Plantinus, Antwerpen 1572.
- Almanack en Prognosticatie, op de Revolutie vanden Iare ons Heeren MDLXXVIII. Waesberghe, Antwerpen 1578.
- Enchiridion theatri orbis terrarum, carmine illustratum. Antwerpen 1585.